# Cyclocephala anibali
Cyclocephala anibali är en skalbaggsart som beskrevs av Joly 2009. Cyclocephala anibali ingår i släktet Cyclocephala och familjen Dynastidae. Inga underarter finns listade i Catalogue of Life.